# Powerless
Powerless ist ein Lied der US-amerikanischen Alternative-Rock-Band Linkin Park. Es wurde in Japan am 31. Oktober 2012 als dritte Single aus ihrem Album Living Things veröffentlicht. Als Download-Single ist es ausschließlich im japanischen iTunes Store erhältlich.

## Stil
Im Gegensatz zum Großteil des Albums Living Things ist das Lied sehr ruhig. Es geht weniger in die Richtung des Synth Rock oder Pop. Es werden nur Piano, E-Gitarre sowie einige Electro-Sounds verwendet.

## Musikvideo
Zu Powerless gibt es zwei verschiedene Videos, die beide jeweils in Zusammenarbeit mit einem anderen Projekt entstanden sind.
Das erste Musikvideo, zugleich ein Trailer zum Film Abraham Lincoln Vampirjäger, ist ein Zusammenschnitt aus Szenen, in denen die Band das Lied spielt und Szenen aus dem Film. Außerdem sieht man ab und zu wie der Songtext von Abraham Lincoln (Benjamin Walker) mit Tinte auf ein Stück Papier geschrieben wird. Das Musikvideo (3:04 min) ist etwas kürzer als das Original (3:45 min), weil ein Teil des Liedes ausgelassen wird.
Das zweite Musikvideo, das sogar nur zwei Minuten dauert, unterstützt die Kampagne Power the World der Linkin-Park-Hilfsorganisation Music for Relief. Es ist damit das zweite Musikvideo nach Not Alone, das für Music for Relief produziert wurde.

## Weiteres
- Das Lied ist Soundtrack zum Film Abraham Lincoln Vampirjäger
- Im Album wird das Lied durch das Interlude Tinfoil eingeleitet
- Tinfoil war auch der Arbeitstitel von Powerless
- Der Enferno Remix war der achte und letzte Track der Living Things Remixed Reihe, bei der jeden Monat diejenigen, die Living Things vorbestellt hatten, per E-Mail einen Remix erhielten. Derselbe Remix erschien auch auf dem Remix-Album Recharged.